# Сульфид таллия
Сульфид таллия — бинарное неорганическое соединение
таллия и серы
с формулой TlS,
кристаллы.

## Получение
- Нагревание стехиометрической смеси чистых веществ:

{\displaystyle {\mathsf {Tl+S\ {\xrightarrow {230^{o}C}}\ TlS}}}

## Физические свойства
Сульфид таллия образует кристаллы тетрагональной сингонии, пространственная группа I 4/mcm, параметры ячейки a = 0,77869 нм, c = 0,68071 нм, Z = 8, структура типа селенида таллия TlSe.
Соединение образуется по перитектической реакции при температуре 230 °C.